# H. Koulen & Sohn
H. Koulen & Sohn war ein deutscher Orgelbaubetrieb, der zwischen 1871 und 1921 ungefähr 200 Orgeln im Elsass und in Süddeutschland gebaut hat.

## Heinrich Koulen
Firmengründer war Heinrich Koulen (* 23. Juni 1845 in Waldfeucht; † 14. März 1919 in Augsburg).
Er war ein Sohn des Orgelbauers Wilhelm Koulen (1801–1885), der seine Werkstatt in Waldfeucht hatte.
Nach der häuslichen Lehre ging er zur Weiterbildung nach Paris zu Joseph Merklin.
1871/72 gründete er in Straßburg seinen eigenen Orgelbaubetrieb.
1891 eröffnete er einen Zweigbetrieb in Oppenau, der 1895 nach Aufgabe des Betriebs in Straßburg zum Firmensitz wurde.
Das letzte Werk im Elsass war der Umbau der Andreas-Silbermann-Orgel des Straßburger Münsters, der 1897 vollendet wurde. Dieses Werk war umstritten und wurde schon nach zehn Jahren wieder abgebaut.
Nach dem Bau der großen Orgel in St. Ulrich und Afra in Augsburg im Jahr 1903 wurde 1905 ein Zweigbetrieb in Augsburg gegründet.

## Max Koulen
Max Koulen (* 10. Oktober 1876 in Straßburg; † 30. September 1948 in Freiburg), Heinrichs Sohn, wurde 1909 Teilhaber.
1914 erfolgte der Umzug in eine größere Werkstatt in die Zweibrückenstraße in Augsburg-Pfersee. 1915 schied Heinrich Koulen aus der gemeinsamen Firma aus. 1917 wurde der Betrieb in Oppenau verkauft. Wegen der wirtschaftlich schwierigen Lage wurde 1921 der Betrieb in Augsburg aufgegeben.
Max Koulen wurde Leiter der Orgelbauabteilung in der Firma M. Welte & Söhne in Freiburg im Breisgau. Als 1927 der Neubau der Orgel des Freiburger Münsters ausgeschrieben wurde, war Koulens Reputation mitentscheidend dafür, dass die Firma M. Welte & Söhne den Auftrag bekam. Anfang 1930 war das Orgelwerk im Freiburger Münster mit Langschifforgel (III/50), Hochdruckorgel (8 Registern) und Fernwerk (9 Registern) fertiggestellt. Die Walcker-Chororgel (von 1881 mit II/34) konnte von dem neuen Spieltisch ebenfalls angesteuert werden. 1936 wurde noch einmal grundlegend umgebaut: die Langschifforgel wurde auf 14 Register reduziert, dafür eine neue Hauptorgel auf der nördlichen Vierungsempore mit 59 Registern geschaffen und das Fernwerk auf 29 Register erweitert (Michaelsorgel).

## Orgeln
Koulen baute zuerst Kegelladen. 1884 führte er als Erster im Elsass die pneumatische und 1888 die elektro-pneumatische Traktur ein. Vater und Sohn waren erfinderische Geister und ausgezeichnete Intonateure; insbesondere ihre Kunst, Zungenstimmen zu intonieren, war international anerkannt.
Émile Rupp hat sie als Protagonisten des elsässisch-neudeutschen Orgelbaus gesehen und herausgestellt.

## Werkliste (Auszug)
| Jahr      | Opus | Ort                                  | Gebäude                                          | Bild | Manuale | Register | Bemerkungen |
| --------- | ---- | ------------------------------------ | ------------------------------------------------ | ---- | ------- | -------- | --- |
| 1875      |      | Millen                               | St. Nikolaus                                     |      | I/P     | 7        | erhalten → Orgel |
| 1879      |      | Saales                               | St. Bartélémy                                    |      | III/P   | 26       | 1923 durch einen Neubau ersetzt                                                                                          |
| 1880      |      | Andlau                               | St-Pierre-et-Paul                                |      | II/P    | 28       | erhalten |
| 1884      |      | Straßburg                            | Nikolaikirche                                    |      | III/P   | 33       | Umbau der Andreas-Silbermann-Orgel, verändert erhalten                                                                   |
| 1884      |      | Straßburg                            | Aureliakirche                                    |      | II/P    | 23       | Neubau unter Verwendung einiger Andreas-Silbermann-Register 1952 Neubau von Ernest Muhleisen mit III/52                  |
| 1885      |      | Zinswiller                           | prot. Kirche                                     |      |         |          | erste pneumatische Orgel im Elsass                                                                                       |
| 1888      |      | Straßburg                            | St. Barbara                                      |      | III/P   | 36       | erste elektrisch-pneumatische Orgel im Elsass                                                                            |
| 1893      |      | Prag                                 | Emmauskloster                                    |      | III/P   | 62       | |
| 1894      |      | Straßburg                            | Magdalenenkirche                                 |      | III/P   | 30       | In der Nacht vom 6. auf den 7. August 1904 bei einem Kirchenbrand zerstört.                                              |
| 1896      |      | Burbach (Saarbrücken)                | St. Eligius                                      |      | II/P    | 20       | nicht erhalten, 1959/61 ersetzt durch einen Neubau der Firma Weise; Pfeifenwerk teilweise wiederverwendet.               |
| 1897      |      | Straßburg                            | Straßburger Münster                              |      |         |          | nicht erhalten |
| 1899      |      | Reicholzried                         | St. Georg und Florian                            |      | II/P    | 15       | 1998 renoviert, erhalten bis auf Oboe 8' und Tretbalg → Orgel                                                            |
| 1901      | 103  | Unterreitnau                         | St. Urban und Silvester                          |      | II/P    | 16       | 2012 in so schlechtem Zustand, dass anstelle der Orgel ein Elektrikum benutzt wurde                                      |
| 1901      |      | Gersweiler                           | St. Michael                                      |      | II/P    | 14       | nicht erhalten, 1965/66 ersetzt durch einen Neubau der Firma Hugo Mayer Orgelbau; Pfeifenwerk teilweise wiederverwendet. |
| 1902      | 110  | Piesport                             | St. Michael                                      |      | II/P    | 16       | Disposition neobarockisiert → Orgel                                                                                      |
| 1903      | 112  | Augsburg                             | St. Ulrich und Afra                              |      | III/P   | 73       | 1982 Neubau durch Orgelbau Sandtner. → Orgel                                                                             |
| 1904      |      | Tiefenbach bei Oberstdorf            | St. Barbara                                      |      | II/P    | 13       | erhalten |
| 1904      |      | Mettlach                             | St. Lutwinus                                     |      | II/P    | 27       | 1956 Neubau durch Haerpfer & Erman unter Verwendung einiger Register                                                     |
| 1907      | 142  | Aretsried                            | St. Pankratius                                   |      | II/P    | 15       | |
| 1907      | 146  | Anhofen (Bibertal)                   | St. Maria Immaculata                             |      | I/P     | 7        | |
| 1907      |      | Lutzingen                            | St. Michael                                      |      | II/P    | 16       | erhalten |
| 1908      | 148  | Achsheim                             | St. Peter und Paul (Achsheim)                    |      | II/P    | 13       | 2008 restauriert durch die Orgelwerkstätte Georg Weishaupt aus Ellgau; erhalten Orgel                                    |
| 1908      |      | Gessertshausen-Oberschönenfeld       | Abteikirche Mariä Himmelfahrt                    |      | II/P    | 13       | Neubau im Gehäuse von Johann Georg Hörterich; erhalten                                                                   |
| 1908      | 150  | Scheyern                             | Klosterkirche Heilig Kreuz und Mariä Himmelfahrt |      | IV/P    | 60       | 1979 Neubau von Georg Jann → Orgeln der Basilika Scheyern                                                                |
| 1908      |      | Obermedlingen                        | St. Urban und Sylvester                          |      | II/P    | 25       | im historischen Gehäuse; erhalten                                                                                        |
| 1909      | 158  | Augsburg-Pfersee                     | Herz-Jesus-Kirche                                |      | III/P   | 44       | ersetzt → Orgel |
| 1909      |      | Weilheim in Oberbayern               | Mariä Himmelfahrt                                |      | II/P    | 36       | 1970 ersetzt durch einen Neubau von Max Offner                                                                           |
| 1910      |      | Weilheim in Oberbayern – Unterhausen | Mariä Heimsuchung                                |      | II/P    | 10       | 1935/37 instand gesetzt; 1981 ersetzt durch Neubau von Günter Ismayr                                                     |
| 1911      | 170  | Augsburg                             | St. Michael auf dem Hermanfriedhof               |      | II/P    | 8        | Im Generalschweller; erhalten                                                                                            |
| 1911      | 174  | Landsberg am Lech                    | Ursulinenkloster                                 |      | II/P    | 17       | 2009 restauriert von Orgelbau Vleugels                                                                                   |
| 1911      | 176  | Hausham                              | St. Anton                                        |      | II/P    | 32       | 2013 restauriert von Orgelbau Vleugels → Orgel                                                                           |
| 1912      |      | Augsburg                             | St. Sebastian                                    |      | III/P   | 43       | → Orgel von St. Sebastian (Augsburg)                                                                                     |
| 1913      |      | Augsburg                             | Katholische Heilig-Kreuz-Kirche                  |      | II/P    | 33       | 1944 zerstört |
| 1914      | 190  | Landshut                             | St. Martin                                       |      | III/P   | 70       | 1983 abgebaut Jetzt im Orgelzentrum Valley                                                                               |
| 1914      | 191  | Markt Wald                           | Mariä Himmelfahrt                                |      | II/P    | 23       | erhalten |
| 1915      |      | Polling                              | Kloster Polling                                  |      | II/P    | 31       | ersetzt |
| 1915      |      | Bad Wörishofen                       | Kloster Wörishofen                               |      | II/P    | 22       | |
| 1916      |      | Altötting                            | Basilika St. Anna                                |      | III/P   | 62       | 1976 Neubau durch Gerhard Schmid, einzelne Register erhalten, Koulen-Prospekt auf der Empore → Orgel                     |
| 1917      | 203  | Rohrenfels                           | Mariä Heimsuchung                                |      | II/P    | 19       | erhalten |
| 1917      |      | Augsburg                             | Synagoge                                         |      | II/P    | 32       | 1940 nach Christkönig in Weßling transferiert und von Carl Schuster umgebaut → Orgel                                     |
| 1919      | 207  | Sulzberg                             | Heiligste Dreifaltigkeit                         |      | II/P    | 26       | verändert erhalten |
| 1930/1936 |      | Freiburg im Breisgau                 | Freiburger Münster                               |      | III/P   | 107      | ersetzt durch verschiedene Neubauten                                                                                     |